# Valdet Hamidi
Valdet Hamidi, född 1946 i Peja i Kosovo i Jugoslavien, är en albansk konstnär.
Valdet Hamidi är också känd som Valdet Kuçi. Han skolades till konstnär vid en konstskola i hemorten och vidarestuderade vid konstskolor i Belgrad, London och i Bryssel på 1960- och 1970-talet. Valdet Hamidi har haft utställningar i flera europeiska städer. Han lever i dag i Honfleur i Normandie i nordvästra Frankrike.